# Oskar Wackerzapp
Lambert Erich Oskar Wackerzapp (* 12. März 1883 in Straßburg; † 8. August 1965 in Bad Kissingen) war ein deutscher Politiker der CDU.

## Leben
Wackerzapp wurde als Sohn des Eisenbahnpräsidenten Michael Wackerzapp und dessen Ehefrau Caroline Fanny Maria Wackerzapp, geborenen Mügel in Straßburg geboren. Er studierte Rechtswissenschaften an der Ruprecht-Karls-Universität Heidelberg und wurde 1901 Mitglied des Corps Suevia. Nach dem juristischen Staatsexamen und der Referendarausbildung war er seit 1911 bei der Bezirksregierung Oppeln in Oberschlesien. Von 1918 bis 1932 war er Landrat des Kreises Falkenberg. Als die demokratische Staatsregierung Braun-Severing beim sog. Preußenschlag abgesetzt wurde, ernannte ihn die Regierung Papen 1932 zum Polizeipräsidenten des oberschlesischen Industriebezirks mit Sitz in Gleiwitz. 
1933 von den Nationalsozialisten abgesetzt, wirkte Wackerzapp noch kurzzeitig als kommissarischer Oberbürgermeister von Beuthen. Als Präsident des Schlesischen Sparkassen- und Giroverbandes in Breslau sorgte er für eine Neuordnung der öffentlichen Sparkassen und Landesbanken. Zum 1. Mai 1937 trat er der NSDAP bei (Mitgliedsnummer 5.755.992).
Nach dem Zweiten Weltkrieg nach Westdeutschland gekommen, engagierte er sich in Salzgitter ehrenamtlich für die Vertriebenen. 1949 wurde er in den Deutschen Bundestag gewählt, dem er in der ersten Legislaturperiode bis 1953 angehörte. Er arbeitete u. a. im Lastenausgleichsausschuss.